# Zadrženi
Zadrženi (v anglickém originále Detained) je epizoda seriálu Star Trek: Enterprise. Jde o dvacátý první díl první řady pátého seriálu ze světa Star Treku.

## Děj
Při průzkumu měsíce napadnou neznámí útočníci raketoplán s Travisem a Archerem na palubě, kteří se později probudí v neznámém objektu obklopeni Sulibany. Nicméně se mohou volně pohybovat a brzy si je zavolá do své pracovny plukovník Grat. Ten jim vysvětlí, že ono zařízení je ve skutečnosti nápravné zařízení pro Sulibany. Je dva sem zavezli proto, že si nebyli jistí, jestli také náhodou nejsou Sulibany. Grat pochází z rasy Tandarianů, kteří se Sulibany (konkrétně se sektou Kabala) vedou válku. Grat pošle Enterprise zprávu o zadržení raketoplánu, ale mezitím se snaží dostat z kapitána všechny užitečné informace o Kabale.
Do formálního soudu zbývají tři dny a Archer s Mayweatherem se i přes počáteční vzájemnou averzi pomalu seznamují se Sulibany. Ti jim vysvětlí, že nejsou členy Kabaly ani žádnými zločinci, jenom byli ve špatnou dobu na špatném místě. Podle Suliban Danika se jejich domovský svět stal před 300 roky neobyvatelným a od té doby jsou kočovným národem. Grat mezitím stupňuje nátlak na Archera a Mayweathera, aby prozradili informace o Kabale, jenže Archer již pochopil situaci v nápravném zařízení a plánuje ozbrojený útěk spolu se Sulibany.
Hlídková plavidla Tandarianů zaútočí na Enterprise, která dorazila k planetě vyzvednout kapitána, ale ta je hravě odrazí. Trip v raketoplánu přistane v táboře, kde vězni s podporou „maskovaného“ Reeda napadnou stráže a vyřadí je z boje. Na útěku k únikovým raketoplánům sice Grat zajme Archera, jenže s Malcolmovou pomocí ho odzbrojí a společně odletí z tábora. Sulibané zamíří k Niburonským koloniím.